# Lago de Cote
Il Lago de Cote è un lago craterico che si trova in Costa Rica nel distretto di Cote, cantone di Guatuso, provincia di Alajuela. 
Il lago occupa la superficie di un antico cratere vulcanico inattivo di tipo maar, ubicato tra il vulcano Tenorio e il vulcano Arenal, a circa 3 Km dal lago Arenal. Il lago de Cote è uno dei laghi più estesi tra quelli di origine naturale del Paese.